# Gare d'Auxi-le-Château
Ne doit pas être confondue avec la gare d'Auxy - Juranville.
La gare d'Auxi-le-Château est une ancienne gare ferroviaire française de la ligne de Fives à Abbeville, située sur le territoire de la commune d'Auxi-le-Château, dans le département du Pas-de-Calais, en région Hauts-de-France.
Elle est mise en service en 1879 par la Compagnie du Nord, avant d'être définitivement fermée en 1978 par la Société nationale des chemins de fer français (SNCF). L'ancien bâtiment voyageurs, reconverti en caserne de pompiers jusqu'en 2017, devient principalement un tiers-lieu en 2023.

## Situation ferroviaire
Établie à 35 mètres d'altitude, la gare d'Auxi-le-Château est située au point kilométrique (PK) 103,418 de la ligne de Fives à Abbeville (à voie unique ; déferrée et déclassée sur la section de Saint-Pol-sur-Ternoise à Abbeville), peu après le pont sur l'Authie, le tout s'intercalant entre les gares fermées de Wavans et de Bernâtre.

## Histoire

### Développement et apogée

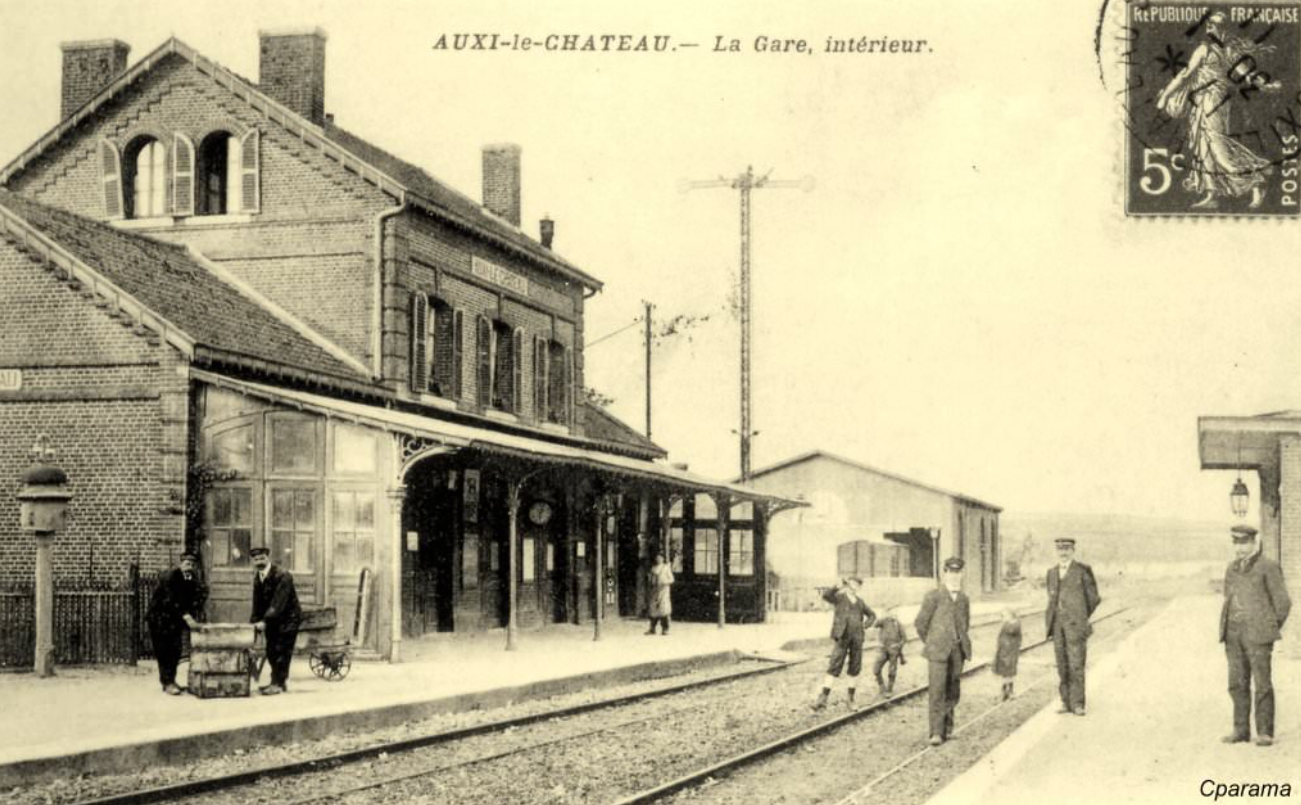
Bâtiment voyageurs, quais et voies
(au début du XXe siècle).

Cette gare est mise en service à l'ouverture de la section d'Abbeville à Frévent de la ligne de Fives à Abbeville, par la Compagnie des chemins de fer du Nord, en juin 1879 ; ladite gare engendre une recette de 93 014,14 francs en 1888. En 1891, Auxi-le-Château est desservie par cinq à six aller-retours quotidiens, en provenance ou à destination de Lille et Le Tréport, Saint-Pol-sur-Ternoise et Abbeville (cette dernière étant atteinte en 44 min par les trains dits « ordinaires » et en moins de 30 min par les « express »).
L'arrivée du chemin de fer a donc facilité les déplacements des hommes et des marchandises, en les accélérant (en comparaison avec l'omnibus et la malle-poste, qui nécessitaient respectivement quatre et trois heures pour aller à Abbeville). De fait, il a contribué à développer les échanges commerciaux avec le bourg.

### Déclin progressif
Elle intègre, à sa création le 1er janvier 1938, le réseau de la SNCF. La section où se trouve la gare est fermée au trafic voyageurs le 18 décembre 1956, (néanmoins, un unique aller-retour spécial Abbeville – Saint-Riquier – Auxi-le-Château, organisé par le comité des fêtes de la commune, la dessert en 1980), soit à une époque où les autorails en provenance de Saint-Pol-sur-Ternoise étaient déficitaires car ne transportant régulièrement que deux ou trois voyageurs ; un service d'autocars, assuré par une société abbevilloise, a ainsi pris le relais. La section Frévent – Auxi-le-Château, fermée depuis 1971, est déclassée du réseau ferré national le 26 juillet 1973.
En 1960, la gare dispose de plusieurs voies de service et dessert trois embranchements particuliers (appartenant respectivement à un silo agricole, une scierie et une émaillerie,). La fin du trafic fret (alors constitué de betteraves et de marchandises diverses) intervient en février 1977, puis la gare et son bâtiment voyageurs sont définitivement fermés en 1978. Dès lors, une camionnette de l'agence commerciale d'Amiens, faisant office de « gare mobile » et passant deux fois par mois, permet aux Auxilois de retrouver les services d'un guichet de la SNCF (les gares les plus proches étant situées à des dizaines de kilomètres : Abbeville, Amiens, Hesdin et Saint-Pol-sur-Ternoise) ; elle continue d'assurer des permanences en juin 1984.
L'ultime circulation d'une draisine jusqu'à la gare (disposant alors, outre l'ancien bâtiment voyageurs, d'un évitement, d'une halle à marchandises et de voies de service, cependant tous désaffectés), venant de celle d'Abbeville, est réalisée le 4 novembre 1989. La section Auxi-le-Château – Abbeville est déclassée le 17 octobre 1994.

## Patrimoine ferroviaire

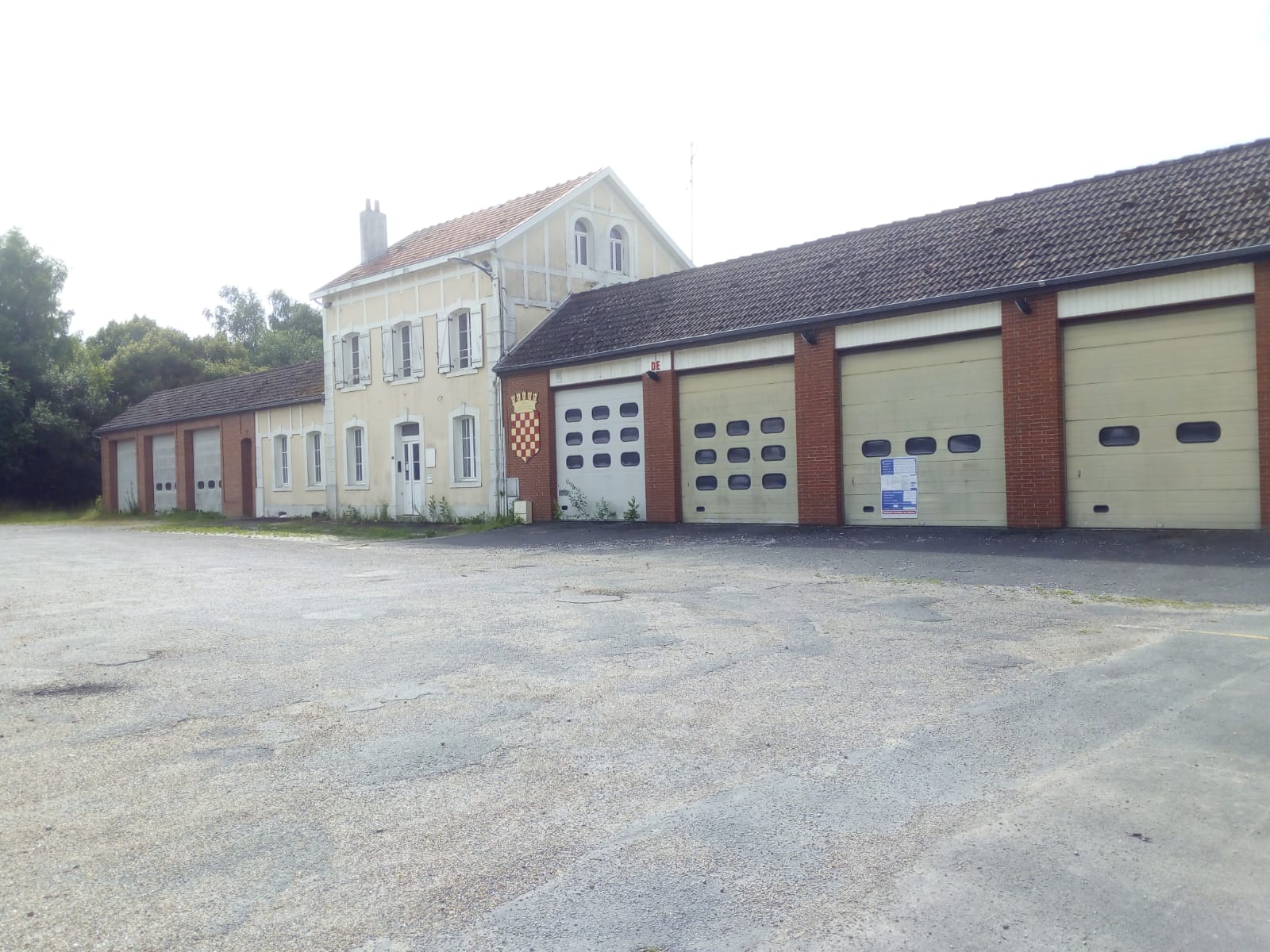
Ancien bâtiment voyageurs
(en juillet 2021).

Jusqu'en 2017 et le déménagement des pompiers dans une nouvelle structure, le bâtiment voyageurs est reconverti en centre de secours, (tout en ayant eu ses ailes rallongées pour pouvoir y garer les véhicules d'intervention). Par la suite, Ternois Com y crée un tiers-lieu (s'y installent aussi le centre intercommunal d'action sociale, l'école de musique, une France services et un relais petite enfance),, ; le bâtiment ouvre au public en 2023, après des travaux de réaménagement ayant coûté plus de 3 millions d'euros,. Un quai de la gare a de surcroît été restauré, tandis que l'ancien château d'eau est reconverti en régie pour des évènements se déroulant en plein air.
Sur la section Abbeville – Auxi-le-Château, la plate-forme ferroviaire est par ailleurs devenue — par étapes successives entre 2002 et 2015 — une voie verte (nommée La Traverse du Ponthieu). En outre, la section Auxi-le-Château – Saint-Pol-sur-Ternoise est également transformée en voie verte (appelée la Transternésienne).

## Service des voyageurs
Auxi-le-Château est, de fait, fermée à tout trafic ferroviaire.
Néanmoins, la ligne 714 du réseau d'autocars « Trans'80 » dessert la commune ; elle permet de rejoindre la gare d'Abbeville. En outre, la ligne 401 du réseau « Oscar » permet d'atteindre la gare d'Arras.